# ديليفري (مسلسل)
ديليفري مسلسل اجتماعي إذاعي سعودي عُرض عام 2015، وهو من إخراج فهد الحمود.

## القصة
يحكي المسلسل قصة مطعم بإدارة سعودية وطاقم سعودي بالكامل، ويتناول عمل الشّباب السعودي في الوظائف الخاصّة بالمطاعم، وكيفية توصيل الطلبات والاحتكاك المباشر مع النّاس. يؤدي الفنان خالد سامي دور مدير المطعم، اما عامل توصيل الطلبات والذي يعتبر نافذة المطعم للعالم الخارجي فيلعب دوره الفنان بشير الغنيم. يناقش المسلسل القضايا الاجتماعية بقالب كوميدي يسعى من خلاله إلى طرح قضايا الشباب ومعالجتها برؤية شبابية بحتة وإيجاد الحلول التي تقدم من خلال نجوم العمل عن طريق المشاهد الكوميدية الهادفة. حذفت جميع حلقات المسلسل من اليوتيوب بسبب حقوق الملكية.

## طاقم العمل
- خالد سامي
- بشير الغنيم
- عبد الله السناني
- أغادير السعيد
- زارا البلوشي
- مها سالم
- عادل العتيبي
- سعد طلاس
- محمد الشدوخي